# Champeaux-et-la-Chapelle-Pommier
Champeaux-et-la-Chapelle-Pommier är en kommun i departementet Dordogne i regionen Nouvelle-Aquitaine i sydvästra Frankrike. Kommunen ligger i kantonen Mareuil som tillhör arrondissementet Nontron. År 2018 hade Champeaux-et-la-Chapelle-Pommier 170 invånare.

## Befolkningsutveckling
Antalet invånare i kommunen Champeaux-et-la-Chapelle-Pommier
Referens:INSEE